# Бертрам (Ајова)
Бертрам (енгл. Bertram) град је у америчкој савезној држави Ајова. По попису становништва из 2010. у њему је живело 294 становника.

## Демографија
Према попису становништва из 2010. у граду је живело 294 становника, што је -387 (-56.8%) становника више него 2000. године.
| Група             | 2000.       | 2010.       |
| Белци             | 647 (95,0%) | 279 (94,9%) |
| Афроамериканци    | 13 (1,9%)   | 4 (1,4%)    |
| Азијати           | 1 (0,1%)    | 0 (0,0%)    |
| Хиспаноамериканци | 10 (1,5%)   | 10 (3,4%)   |
| Укупно            | 681         | 294         |